# Mittenwald
Mittenwald er en købstad (markt) i Landkreis Garmisch-Partenkirchen i Regierungsbezirk Oberbayern i den tyske delstat Bayern.
Den ligger i den øvre Isardal, knap 100 kilometer syd for München mellem Karwendel- og Wettersteinbjergene, tæt ved grænsen til Østrig.

## Geografi
Vest for byen , der ligger i omkring 920 meters højde, ligger bjergsøerne Lautersee og Ferchensee og bjergkæden Wetterstein. Mod øst i byens centrum løber floden Isar, og over byen rager Karwendels toppe op.

## Historie
I antikken løb en romervej gennem Mittenwald; det var Brennerpas-grenen af Via Claudia Augusta, der forbandt Augsburg (Augusta Vindelicum) med Bolzano (Pons Drusi) verband.
Mittenwald er kendt fra 1096 som in media silva.
Skovene i omegnen gav basis for tømmerflådning, som et vigtigt erhverv.
Mittenwald var en af hovedbyerne i det tidligere grevskab Werdenfels, der lå i området fra 1294 til 1803.
I middelalderen var det en vigtig omladningsplads på en handelsrute fra Augsburg/Nürnberg til Venedig
Mittenwald var i 1930erne garnison og uddannelsescentrum for Wehrmachts bjergtropper. Fra 1956 er denne funktion genoptaget i Bundeswehrs rammer.
Mittenwald regnes for et tysk centrum for violinbyggeri, et håndværk der her går tilbage til 1600-tallet; der er en statslig fagskole for violinbygning med omkring 45 studenter. Der er et museum om dette emne i byen, der stadig huser 10 selvstændige violinbyggere.